# Cycas nathorstii
Cycas nathorstii J.Schust., 1932 è una pianta appartenente alla famiglia delle Cycadaceae, endemica dello Sri Lanka.

L'epiteto specifico nathorstii è dato in onore del paleobotanico ed esploratore svedese Alfred Gabriel Nathorst (1850-1921).

## Descrizione
È una cicade con fusto arborescente.
Le foglie, pennate, lunghe 160-180 cm, sono disposte a corona all'apice del fusto e sono rette da un picciolo lungo 45-55 cm; ogni foglia è composta da 140-170 paia di foglioline lanceolate, con margine intero, lunghe mediamente 19-31 cm, di colore verde chiaro.
È una specie dioica con esemplari maschili che presentano microsporofilli disposti a formare strobili terminali di forma strettamente ovoidali ed esemplari femminili con macrosporofilli) che si trovano in gran numero nella parte sommitale del fusto, con l'aspetto di foglie pennate che racchiudono gli ovuli, in numero di 6-10.  
I semi sono grossolanamente ovoidali, ricoperti da un tegumento di colore giallo.

## Distribuzione e habitat
È diffusa nell'entroterra e nelle foreste altopianiche nel nord dello Sri Lanka

## Conservazione
La IUCN Red List classifica C. nathorstii come specie vulnerabile.

La specie è inserita nella Appendice II della Convention on International Trade of Endangered Species (CITES).